# Heinz-Harald Frentzen
Heinz-Harald Frentzen (født 18. maj 1967 i Mönchengladbach, Vesttyskland) er en tysk racerkører, der er bedst kendt for sin ti sæsoner lange karriere i Formel 1, der strakte sig fra 1994 til 2003. Han nåede at vinde tre Grand Prix-sejre, men stod ellers mest i skyggen af landsmanden Michael Schumacher, der havde sin storhedstid samtidig.
Han havde kørt for Sauber, Williams, Jordan, Prost og Arrows.

## Resultater
Frentzen nåede gennem sine ti år i Formel 1-feltet at køre 160 Grand Prix'er, hvoraf han sejrede i de tre. 15 gange yderligere kom han på podiet for sekundære placeringer, og to gange startede han et Grand Prix fra pole position.